# Elatostema elmeri
Elatostema elmeri är en nässelväxtart som beskrevs av Elmer Drew Merrill. Elatostema elmeri ingår i släktet Elatostema och familjen nässelväxter. Inga underarter finns listade i Catalogue of Life.